# Rushville (Indiana)
Rushville è una città degli Stati Uniti d'America, situata nello Stato dell'Indiana e in particolare nella contea di Rush, della quale è il capoluogo. Il nome della città è un omaggio a Benjamin Rush, firmatario della dichiarazione d'indipendenza.
Qua è nata la politica Janet Gray Hayes.